# Saksonia-Hildburghausen
Księstwo Saksonii-Hildburghausen (niem. Herzogtum Sachsen-Hildburghausen) – księstwo Świętego Cesarstwa Rzymskiego powstałe z podziału ziem linii ernestyńskiej dynastii Wettynów. W 1826 roku włączone do księstwa Saksonii-Meiningen. Od 1806 roku państwo Związku Reńskiego, a od 1815 roku państwo Związku Niemieckiego. Stolicą księstwa było miasto Hildburghausen.

## Historia
Po śmierci Fryderyka IV i tym samym wygaśnięciu linii rodu rządzącej księstwem Saksonii-Gothy-Altenburga, powstał spór pomiędzy pozostałymi przedstawicielami rodu o schedę po zmarłym księciu. Spór zakończył się po arbitrażu króla Saksonii Fryderyka Augusta II i zawarciu traktatu w Hildburghausen 12 listopada 1826. Na mocy ustaleń zdecydowano, że:
- Dotychczasowy władca księstwa Saksonii-Hildburghausen książę Fryderyk został władcą księstwa Saksonii-Altenburga. Natomiast władzę nad Hildburghausen przejął książę Saksonii-Meiningen.
- Saksonia-Meiningen oprócz Saksonii-Hildburghausen, dostała od Saksonii-Coburga-Saalfeld terytorium Saksonii-Saalfeld oraz dystrykt Themar, as także Mupperg, Mogger, Liebau i Oerlsdorf.
- Księstwo Saksonii-Coburg-Saalfeld otrzymało Saksonię-Gotha, tym samym powstało księstwo Saksonii-Coburga-Gotha.

## Książęta (Herzöge)
- 1680–1715 Ernest II (1655–1715), syn Ernesta I Pobożnego, księcia Saksonii-Gothy-Altenburga
- 1715–1724 Ernest Fryderyk I (1681–1724), syn Ernesta II
- 1724–1745 Ernest Fryderyk II (1707–1745), syn Ernesta Fryderyka I
- 1745–1748 Karolina, żona Ernesta Fryderyka II (regentka)
- 1748–1780 Ernest Fryderyk III (1727–1780), syn Ernesta Fryderyka II
- 1780–1826 Fryderyk (1763–1834), syn Ernesta Fryderyka III, został księciem von Saksonii-Altenburga.

1826 – Władzę nad Hildburghausen przejął książę Saksonii-Meiningen.

### Genealogia
- uproszczona genealogia panujących z dynastii Wettynów: